# Бальбоа Бонеке, Хуан
Хуан Бальбоа Бонеке (исп. Juan Balboa Boneke; 9 июня 1938 — 10 марта 2014) — писатель и политик Экваториальной Гвинеи.

## Биография
Хуан Бальбоа Бонеке родился 9 июня 1938 года, в городе Ребола, на острове Биоко. Он был учеником Высшей школы Санта-Исабель и Социальной школы Гранады. При первом президенте Экваториальной Гвинеи Франсиско Масиаса он стал министром культуры. Однако затем впал в немилость и с 1969 года, при правлении как Масиаса Нгемы, так и в первые годы второго президента Теодоро Нгема Мбасого его семья находилась в изгнании на острове Мальорка. Там у него родилось несколько детей, в том числе испанская певица Конча Буйка. Работал в Центральном банке Испании и учителем в частной школе CIDE.
При правлении Нгема Мбасого с 1989 по 1992 год был министром труда и с 1992 года министром культуры. В 1994 году он эмигрировал в Испанию.
По политическим причинам работы Банеке не появлялись в Экваториальной Гвинеи или распространялись с большим трудом. Свои произведения он писал на испанском языке, но с 1980-х годов начал писать на языке буби.
В последние годы своей жизни он жил в Патерне, Валенсия, в качестве политического изгнанника, вместе с Альмуденой Банке Бочитой, своей женой и главной музой одного из его поэтических сборников Requiebros. В 1985 году у них родилась дочь Альмудена Фидела Бальбоа Банке.
Бальбоа Бонеке умер 10 марта 2014 года в возрасте 75 лет в Валенсии, Испания, от почечной недостаточности в сочетании с трёхлетней депрессией, вызванной смертью его жены.

## Работы
- ¿A dónde vas Guinea?, 1978
- O Boriba (El exiliado), 1982
- Desde mi vidriera, 1983
- El Reencuentro: El retorno del exiliado, 1985
- Sueños en mi selva: (antología poética), 1987.
- Requiebros, 1994
- La transición de Guinea Ecuatorial: historia de un fracaso, 1996.